# Horst Klinkmann

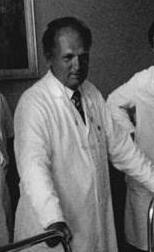
Horst Klinkmann 1988 in der Klinik für Innere Medizin der Universität Rostock

Horst Klinkmann (* 7. Mai 1935 in Teterow) ist ein deutscher Internist und Nephrologe. Er forschte vor allem auf dem Gebiet der Künstlichen Organe. Klinkmann wirkte maßgeblich am Aufbau der Dialyse mit Künstlichen Nieren als flächendeckendes System im Gesundheitswesen der DDR mit.

## Leben
Klinkmann wuchs in Kinderheimen auf. Sein Vater, der Angestellte Walter Klinkmann, war im Zweiten Weltkrieg gefallen, seine Mutter Henny Klinkmann verstarb, als er 10 Jahre alt war. Er studierte von 1954 bis 1959 Humanmedizin an der Universität Rostock und wurde hier an der Medizinischen Fakultät 1959 promoviert mit der Dissertation „Untersuchungen über die Wirksamkeit des Zucker-Alkoholgemisches auf den Kreislauf – Unter besonderer Berücksichtigung der vegetativen Ausgangslage der Versuchspersonen“. Zu seinen akademischen Lehrern mit entscheidendem Einfluss gehören Harald Dutz (Rostock und Berlin), Willem Kolff (Salt Lake City) und Nils Alwall (Lund, Schweden).
Im Anschluss an sein Studium absolvierte er von 1960 bis 1966 seine Facharztausbildung an den Physiologischen Instituten der Universitäten in Rostock und Budapest, an der Universitäts-Poliklinik Rostock und an der Nierenklinik in Lund / Schweden. Seine Habilitation zum Thema „Das urämische Dysequilibrium-Syndrom – Tierexperimentelle Untersuchungen im akuten Nierenversagen zur Pathogenese und aktiven Therapie der Urämie“ hat er 1969 an der Medizinischen Fakultät der Universität Rostock erlangt. Von 1969 bis 1970 bekam Klinkmann eine Gastprofessur für elf Monate an der Universität Utah in den USA.
1971 wurde Klinkmann als Professor für Innere Medizin an der Universität Rostock berufen. Seine Subspezialisierung war das Fachgebiet Nephrologie. 1974 wurde Klinkmann zum Direktor der Klinik für Innere Medizin der Wilhelm-Pieck-Universität Rostock ernannt. Er war hier fast 20 Jahre wirksam und baute in dieser Zeit einen Wissenschaftsbereich von DDR-weiter Bedeutung auf. In dieser Zeit wurde die Dialyse mit Künstlichen Nieren in der gesamten DDR eingeführt. Diese Entwicklung verlief parallel zur Einführung des Nierentransplantationssystems der DDR durch Moritz Mebel aus Berlin.
1982 wurde Horst Klinkmann zum Präsidenten des Rates für medizinische Wissenschaften des Ministeriums für Gesundheitswesen der DDR berufen. Dieser Rat arbeitete mit den Gesundheitspolitikern und den medizinisch-wissenschaftlichen Gesellschaften des Landes zusammen. Die Zentralisierung und staatliche Lenkung der Forschung in der DDR sicherte den Hauptvertretern dieser Gremien eine erhebliche Macht innerhalb des Forschungsapparates des Landes zu. Klinkmann war seit 1974 Mitglied der SED und gehörte der SED-Bezirksleitung Rostock von 1984 bis 1989 an.
Mitte 1990 wurde Klinkmann als letzter Präsident der Akademie der Wissenschaften der DDR (AdW) aus dem Kreis von sechs Kandidaten durch die Vertreter der Gelehrten und Mitarbeiter gewählt. Er übte dieses Amt in der Nachfolge von Werner Scheler bis zur Abwicklung der AdW 1992 aus. Zur Gelehrtengesellschaft der AdW gehörte er seit 1982 als Korrespondierendes Mitglied und seit 1986 als Ordentliches Mitglied.
Zu Beginn der 1990er Jahre kooptierte der Wissenschaftsrat der Bundesrepublik Deutschland unter seinem damaligen Vorsitzenden Dieter Simon den international bekannten und anerkannten Wissenschaftler Horst Klinkmann. Im Wissenschaftskolleg zu Berlin wurde in dieser Zeit die Notwendigkeit der Evaluierung nicht nur der Forschungsinstitutionen der angeschlossenen ehemaligen DDR, sondern der ganzen neuen Bundesrepublik diskutiert.
1992 testierte die Ehrenkommission der Universität Rostock Klinkmann „mangelnde persönliche Eignung“ und empfahl seine Entlassung als Professor wegen seiner politischen Aktivitäten in der DDR. Die genauen Verfehlungen Klinkmanns wurden nicht öffentlich, eine arbeitsrechtliche Vereinbarung zwischen Universität und Angeklagtem sah vor, dass die Erkenntnisse der Ehrenkommission vertraulich behandelt werden.
Seit 1992 ist Klinkmann Dekan der Internationalen Fakultät für Künstliche Organe (INFA) mit Sitz an der Universität Bologna in Italien sowie Direktor und Professor ehrenhalber des Nationalinstitutes für Medizinische Materialien an der Nanjing-Universität in der VR China. Er ist Ehrendoktor an 13 und Ehrenprofessor an 3 internationalen Universitäten. 1977 erhielt er den Nationalpreis der DDR II. Klasse für Wissenschaft und Technik und 1985 I. Klasse im Kollektiv. Horst Klinkmann ist seit dem 27. Juni 1985 der fünfte Ehrenbürger seiner Geburtsstadt Teterow.
Klinkmann heiratete die promovierte Fachärztin für Orthopädie Hannelore Klinkmann, geb. Kruse; das Ehepaar hat einen Sohn.

## Mitgliedschaften, Funktionen, Auszeichnungen (Auswahl)

### Mitglied in Wissenschaftsakademien
- Akademie der Wissenschaften der DDR (seit 1982) und deren letzter Präsident (1990–1992)[3]
- Deutsche Akademie der Naturforscher Leopoldina[4], Halle (Saale), seit 1986
- Belgische Akademie der Medizinischen Wissenschaften, seit 1986
- New York Academy of Sciences, seit 1986
- Royal College of Physicians of Edinburgh, U. K., seit 1988
- International Academy of Medical Science, Geneve, New Delhi, seit 1990
- Leibniz-Sozietät der Wissenschaften zu Berlin, seit 1993; Vorsitzender des Kuratoriums der Stiftung der Leibniz-Sozietät der Wissenschaften zu Berlin (1996 bis 2019, Nachfolger wurde der ehemalige Präsident Gerhard Banse).
- Royal College of Physicians and Surgeons of Glasgow, U. K., seit 1994
- Mazedonische Akademie der Wissenschaften und Künste, seit 2004
- ScanBalt Akademie, Kopenhagen/Oslo, seit 2008, Vizepräsident.

### Ehrenmitgliedschaften in Medizinischen Gesellschaften
Klinkmann gehörte 17 nationalen und internationalen Medizinischen Gesellschaften an (Auswahl):
- Italienische Gesellschaft für Nephrologie
- Afrikanische Gesellschaft für Nephrologie
- Ungarische Gesellschaft für Nephrologie
- Österreichische Gesellschaft für Künstliche Organe
- Polnische Gesellschaft für Innere Medizin
- European Dialysis and Transplant Nurses Association.

### Funktionen in nationalen und internationalen Wissenschaftsorganisationen
- Präsident BioCon Valley MV e. V.
- Stellv. Aufsichtsratsvorsitzender von BioCon Valley® GmbH
- Ehrenpräsident der Internationalen und Europäischen Gesellschaft für Künstliche Organe
- Präsident der Weltgesellschaft Apherese
- Vorsitzender des Kuratoriums Gesundheitswirtschaft Mecklenburg-Vorpommern (2004–2015), danach Ehrenpräsident.

### Sonstige Mitgliedschaften und Funktionen
- Mitglied im Gesprächskreis Ost der Bundesregierung unter Bundeskanzler Gerhard Schröder
- Vorsitzender des Aufsichtsrates des Fußballclubs Hansa Rostock (1996–2008), danach Ehrenvorsitzender
- Vorsitzender der Deutsch-Japanischen Gesellschaft Rostock, Ehrenpräsident seit 2006
- Aufsichtsratsvorsitzender Festspiele Mecklenburg-Vorpommern seit 2010.
- wissenschaftlicher Berater der Landesregierung Mecklenburg-Vorpommerns bei der Einführung und Umsetzung von Kur- und Heilwäldern seit 2011.[5]

### Akademische Ehrengrade
Ehrendoktor (Dr. h. c.) an 13 internationalen Universitäten (Auswahl):
- Marseille, Frankreich (1985)
- Debrecen, Ungarn (1986)
- Glasgow, U. K. (1988)
- Nankai-Universität, Tianjin, VR China (1992)
- Skopje, Mazedonien (1997)
- Silesian University, Katowice, Polen (1997)
- Universität J. P. Safarik, Kosice, Slowakia (1997)
- Bologna, Italien (2010),

Ehrenprofessor (Prof. h. c.) an 3 internationalen Universitäten:
- Nankai-Universität, Tianjin, VR China (1991)
- International Medical Association, Bulgarien (1995)
- Universität Skopje, Mazedonien (1997).

### Nationale und internationale Auszeichnungen
Klinkmann hat mehr als 50 Auszeichnungen auf nationaler und internationaler Ebene erhalten (Auswahl):
- Nationalpreis der DDR I. Klasse für Wissenschaft und Technik (1985 – I. Klasse)
- Purkinje-Medaille, Tschechoslowakei (1982)
- Pro Universitate National Award, Ungarn (1984)
- Ehrenbürgerschaft der Stadt Teterow (1985)
- Cleveland Distinguished Research Award, Cleveland, USA (1987)
- Vanguard In Dialysis Medal, USA (1995)
- Dr. Barney Clark-Preis, ASAIO & Medforte Research Found, USA (1995)
- Ehrengoldmedaille, University J. P. Safarik, Kosice, Slowakia (1997)
- Italienischer Nationalpreis, Accademia Nazionale di Medicina, Italy (2002)
- Verdienstorden des Landes Mecklenburg-Vorpommern (2002)
- ESAO–Bücherl-Preis für sein Lebenswerk (2007)
- Freundschaftsmedaille der Regierung von Vietnam (2022)

## Publikationen (Überblick)
- Mehr als 500 Veröffentlichungen einschließlich Bücher und Buchkapitel
- 38 Patente im Bereich Medizintechnik/Blutreinigung
- Mitglied im Editorial Board von 10 internationalen wissenschaftlichen Zeitschriften
- Herausgeber/Mitherausgeber von wissenschaftlichen Zeitschriften (Auswahl):
  - Artifical Organs, Cleveland, USA, seit 1979
  - International Journal of Artifical Organs, Milano, Italien, von 1992 bis 2010
  - Transfusion and Apheresis Science, Amsterdam – London, seit 2000
  - Nephrology, Dialysis and Transplantation, London, U. K., bis 1993
  - Zeitschrift für die Gesamte Innere Medizin und ihre Grenzgebiete, Leipzig, bis 1991
  - Zeitschrift für Urologie und Nephrologie, Berlin, bis 1990
  - Zeitschrift für Klinische Medizin, Berlin, bis 1990
  - Medizin aktuell, Berlin, bis 1991
  - Spectrum, Berlin, bis 1992
  - Wissenschaft und Fortschritt, Berlin, bis 1992.